# Rom Metro
Rom Metro ( italiensk Metropolitana di Roma) er en undergrundsbane der ligger i den italienske hovedstad Rom. Metroen åbnede i 1955, hvilket gør den til den ældste i landet. Metroen består af tre linjer Linje A (orange), Linje B (blå) og Linje C (grøn) – som betjener 60 km spor og 73 stationer. De oprindelige linjer i undergrundssystemet er Linje A og B, der danner kryds med og mødes ved Termini Station, der ligger under den primære togstation i byen. Linjen deler ved Bologna station og fordeler sig ud i to grene. Linje C åbnede i 2014, men blev først i 2018 forbundet til resten af metronettet. Der er planer om at etablere en fjerde linje.
Roms lokale transportoperatør, ATAC, står for driften af Rom Metro og flere andre jernbanestrækninger: Roma–Lido line, Roma-Giardinetti linjen og Roma–Nord linjen. Den første af disse, Roma-Lido, som forbinder Rom med Ostia ved havet er i praksis en del af metrosystemet. Den løber på lignende linjer og bruger tog der er meget lig dem på undergrundsbanen. Roma–Giardinetti linjen har derimod en dedikeret smalsporet jernbanestrækning mens Roma–Nord går til forstæderne.
| Linje | Endestationer                         | Åbning | Seneste udvidelse | Længde (Km) | Antal stationer |
| ----- | ------------------------------------- | ------ | ----------------- | ----------- | --------------- |
|       | Battistini ↔ Anagina                  | 1980   | 2000              | 18,4        | 27              |
|       | Laurentina ↔ Rebibbia/Jonio           | 1955   | 2015              | 22,9        | 26              |
|       | Monte Compatri-Pantano ↔ San Giovanni | 2014   | 2018              | 18,1        | 22              |
|       |                                       |        | Total:            | 59,4        | 73              |